# イカボードとトード氏
『イカボードとトード氏』（イカボードとトードし、原題：The Adventures of Ichabod and Mr. Toad）は、1949年10月5日公開のディズニー映画である。1937年公開の『白雪姫』から数えるとディズニー長編アニメーション第11作目にあたる（日本では第44作目）。

## 概要
本作は、戦時中スタジオを移している時に製作されたオムニバス・シリーズ6作のうち最終作に当たる作品である。

### たのしい川べ
原作はケネス・グレアムが書いたイギリスの児童文学『たのしい川べ』。ソフトは日本未発売。ただし、ディズニー・チャンネルで放送された日本語吹き替え版が存在し、Disney+で観ることが出来る。

### スリーピー・ホローの伝説
原作はワシントン・アーヴィングが書いたアメリカの小説『スリーピー・ホローの伝説』。ウォルト・ディズニー・ジャパン発売のDVD「とっておきの物語」シリーズの『ミッキーの王子と少年』に『イカボード先生のこわい森の夜』と改題して収録されている。

## キャスト
| 役名                     | 原語版               | 日本語吹き替え版                                             |
| たのしい川べ             | たのしい川べ         | たのしい川べ                                                 |
| ------------------------ | -------------------- | ------------------------------------------------------------ |
| トード氏                 | エリック・ブロア     | 内田直哉                                                     |
| ラット                   | クラウド・アリスター | 田原アルノ                                                   |
| モール                   | コリン・キャンベル   | 龍田直樹                                                     |
| アンガス・マクバジャー   | キャンベル・グラント | 岩田安生                                                     |
| シリル・プラウドボトム   | J・パット・オマリー  | 落合弘治                                                     |
| ウィンキー               | オリバー・ウォレス   | 大竹宏                                                       |
| イタチ                   | レスリー・デニソン   | 不明                                                         |
| 裁判官                   | レスリー・デニソン   | 不明                                                         |
| 検察官                   | ジョン・マクリーシュ | 不明                                                         |
| その他                   | -                    | 大塚周夫 松井範雄 水野龍司 坂東尚樹 辻親八 星野充昭 乃村健次 |
| ナレーター               | ベイジル・ラスボーン | 柴田秀勝                                                     |
| スリーピー・ホローの伝説 |                      |                                                              |
| イカボード・クレイン     | ビング・クロスビー   | 水野賢司                                                     |
| ブロム・ボーンズ         | ビング・クロスビー   | 水野賢司                                                     |
| ナレーター               | ビング・クロスビー   | 水野賢司                                                     |

## スタッフ
| 役職           | 人物                                 | 担当                                               |
| -------------- | ------------------------------------ | -------------------------------------------------- |
| 製作           | ウォルト・ディズニー                 | 『たのしい川べ』、『スリーピー・ホローの伝説』担当 |
| 製作           | ロイ・O・ディズニー                  | 『たのしい川べ』、『スリーピー・ホローの伝説』担当 |
| 原作           | ケネス・グレアム                     | 『たのしい川べ』担当                               |
| 原作           | ワシントン・アーヴィング             | 『スリーピー・ホローの伝説』担当                   |
| 脚本           | アードマン・ペナー                   | 『スリーピー・ホローの伝説』担当                   |
| 脚本           | テッド・シアーズ                     | 『たのしい川べ』担当                               |
| 脚本           | ジョー・リナルディ                   | 『スリーピー・ホローの伝説』担当                   |
| 脚本           | ホーマー・ブライトマン               | 『たのしい川べ』担当                               |
| 脚本           | ウィンストン・ヒブラー               | 『たのしい川べ』、『スリーピー・ホローの伝説』担当 |
| 脚本           | ハリー・リーヴズ                     | 『たのしい川べ』担当                               |
| 脚本           | ポール・ジラール・スミス             | 『たのしい川べ』担当                               |
| 音楽           | オリバー・ウォレス                   | 『たのしい川べ』、『スリーピー・ホローの伝説』担当 |
| 作画監督       | フランク・トーマス                   | 『たのしい川べ』、『スリーピー・ホローの伝説』担当 |
| 作画監督       | オリー・ジョンストン                 | 『たのしい川べ』、『スリーピー・ホローの伝説』担当 |
| 作画監督       | ジョン・ラウンズベリー               | 『スリーピー・ホローの伝説』担当                   |
| 作画監督       | ウォルフガング・ライザーマン         | 『たのしい川べ』、『スリーピー・ホローの伝説』担当 |
| 作画監督       | ミルト・カール                       | 『たのしい川べ』、『スリーピー・ホローの伝説』担当 |
| 作画監督       | ウォード・キンボール                 | 『スリーピー・ホローの伝説』担当                   |
| レイアウト     | ドン・ダグラディ                     | 『たのしい川べ』担当                               |
| レイアウト     | トム・コドリック                     | 『スリーピー・ホローの伝説』担当                   |
| レイアウト     | ソー・パットナム                     | 『たのしい川べ』担当                               |
| レイアウト     | アル・ジンネン                       | 『スリーピー・ホローの伝説』担当                   |
| レイアウト     | チャールズ・フィリッピ               | 『たのしい川べ』、『スリーピー・ホローの伝説』担当 |
| レイアウト     | ランス・ノリー                       | 『たのしい川べ』、『スリーピー・ホローの伝説』担当 |
| レイアウト     | ヒュー・ヘネシー                     | 『たのしい川べ』、『スリーピー・ホローの伝説』担当 |
| 原画           | ジャック・キング                     | 『たのしい川べ』担当                               |
| 原画           | フレッド・ムーア                     | 『スリーピー・ホローの伝説』担当                   |
| 原画           | エリック・ラーソン                   | 『スリーピー・ホローの伝説』担当                   |
| 原画           | レス・クラーク                       | 『スリーピー・ホローの伝説』担当                   |
| 原画           | マーク・デイヴィス                   | 『たのしい川べ』担当                               |
| 原画           | ヒュー・フレイザー                   | 『たのしい川べ』担当                               |
| 原画           | ドン・ラスク                         | 『たのしい川べ』担当                               |
| 原画           | ハーヴィー・トゥームズ               | 『たのしい川べ』、『スリーピー・ホローの伝説』担当 |
| 原画           | ジョン・シブリー                     | 『スリーピー・ホローの伝説』担当                   |
| 原画           | ハル・キング                         | 『スリーピー・ホローの伝説』担当                   |
| 原画           | ハル・アンブロ                       | 『たのしい川べ』、『スリーピー・ホローの伝説』担当 |
| 原画           | ビル・ジャスティス                   | 『たのしい川べ』担当                               |
| 原画           | レッタ・スコット                     | 『たのしい川べ』担当                               |
| 原画           | エドウィン・アーダル                 | 『スリーピー・ホローの伝説』担当                   |
| エフェクト原画 | ジョージ・ローリー                   | 『スリーピー・ホローの伝説』担当                   |
| エフェクト原画 | ジャック・ボイド                     | 『たのしい川べ』担当                               |
| 美術監督       | クロード・コーツ                     | 『たのしい川べ』担当                               |
| 美術監督       | ジョン・ヘンチ                       | 『スリーピー・ホローの伝説』担当                   |
| 背景           | アート・ライリー                     | 『たのしい川べ』、『スリーピー・ホローの伝説』担当 |
| 背景           | レイ・ハッファイン                   | 『たのしい川べ』担当                               |
| 背景           | ブライス・マック                     | 『スリーピー・ホローの伝説』担当                   |
| 背景           | マール・コックス                     | 『たのしい川べ』担当                               |
| 背景           | ディック・アンソニー                 | 『スリーピー・ホローの伝説』担当                   |
| 特殊効果       | アブ・アイワークス                   | 『たのしい川べ』担当                               |
| 色彩設計       | メアリー・ブレア                     | 『スリーピー・ホローの伝説』担当                   |
| 撮影           | ボブ・ブロートン                     | 『たのしい川べ』、『スリーピー・ホローの伝説』担当 |
| 音響監督       | C・O・スライフィールド               | 『たのしい川べ』、『スリーピー・ホローの伝説』担当 |
| 録音           | ロバート・O・クック                  | 『たのしい川べ』担当                               |
| 音楽編集       | アル・ティーター                     | 『たのしい川べ』担当                               |
| 編集           | ジョン・O・ヤング                    | 『たのしい川べ』、『スリーピー・ホローの伝説』担当 |
| 助監督         | ジャック・ブルーナー                 | 『スリーピー・ホローの伝説』担当                   |
| 助監督         | テッド・セバーン                     | 『たのしい川べ』担当                               |
| 監督           | ジャック・キニー                     | 『たのしい川べ』、『スリーピー・ホローの伝説』担当 |
| 監督           | クライド・ジェロニミ                 | 『スリーピー・ホローの伝説』担当                   |
| 監督           | ジェームズ・アルガー                 | 『たのしい川べ』担当                               |
| 総監督         | ベン・シャープスティーン             | 『たのしい川べ』、『スリーピー・ホローの伝説』担当 |
| 制作           | ウォルト・ディズニー・プロダクション |                                                    |

### 日本語版
- 演出：加藤敏、佐藤敏夫
- 翻訳／訳詞：石山祐子、小寺陽子
- 音楽演出：市之瀬洋一、近藤浩章、亀川浩未
- 録音・調整：スタジオ・ユニ、アオイスタジオ、オムニバス・ジャパン
- 録音制作：東北新社
- 日本語版制作：DISNEY CHARACTER VOICES INTERNATIONAL, INC.